# WASP-44 b
WASP-44 b (2MASS 00153675?1156172) — горячий юпитер, вращающийся вокруг жёлтого карлика спектрального класса G8 V (светимость 69 % от солнечной). Открыт транзитным методом SuperWASP. Об открытии было объявлено 16 мая 2011 года. Помимо WASP-44 b, сообщалось об открытии ещё 2 экзопланет WASP-45 b и WASP-46 b.

## Характеристики
Планета вращается вокруг своей звезды по круговой орбите на расстоянии 0,0347 ± 0,0004 а. е. (примерно 8 звездных радиусов) и делает один оборот за 2,423804 ± 0,000009 земных суток. Авторы открытия оценивают температуру планеты в 1343 ± 64 К. Средняя плотность 0,8+0,3
−0,2 г/см3. Вторая космическая скорость — около 53 км/с.